# ロソキサシン
ロソキサシン(Rosoxacin)またはアクロソキサシン(Acrosoxacin)は、キノロン系の抗生物質であり、尿路感染症や性感染症の治療に用いられる。アメリカ合衆国では入手できない。商標名はエラダシル(Eradacil)である。
Sanofi-Synthelabo（現在はサノフィの一部）により開発された。第一世代に分類されている。

## 合成

ロソキサシンの合成

ロソキサシンの合成は、酢酸アンモニウムに2等量のプロピオン酸メチル、1等量の3-ニトロベンズアルデヒドを材料として、改良したハンチュのピリジン合成を行うことが出発点となる。得られたジヒドロピリジン(2)を硝酸で酸化し、その後、鹸化、脱炭酸、鉄と塩酸によるニトロ基の還元を行うことで、アニリン(3)を得る。これをメトキシメチレンマロン酸エステルとグールド-ジェイコブス反応を行うことで、4-ヒドロキシキノリン環を形成し、これをヨウ化エチルでアルキル化し、エステルを鹸化することで、ロソキサシン(4)の合成が完了する。